# ضمائر محددة للجنس وضمائر محايدة
الضمير المُحدد للجنس هو ضمير يرتبط بجنس نحوي معين، مثل المذكر، أو المؤنث، أو المحايد، أو جنس بيولوجي مثل الذكر، أو الأنثى. ومن أمثلة تلك الضمائر، الضميران «هو» و«هي»، وهما من الضمائر الشخصية في اللغة العربية للغائب، وفي اللغة الإنجليزية الضميران "he" و"she".
أما الضمائر المحايدة فهي عكس الضمائر المحددة للجنس حيث أنها لا ترتبط بجنس نحوي أو بيولجي معين، ولا تشير إلى أن الشخص، على سبيل المثال، ذكر أو أنثى. الضمير الوحيد المحايد في اللغة الإنجليزية إلى الآن هو الضمير "they" (مع العلم أنه في بعض السياقات قد يشير أيضًا إلى شخص مفرد سبق ذكره، فعلى سبيل المثال قد يشير هذا الضمير إلى «كل الناس»، أو «شخص»، أو «المريض»).
لا يوجد في الكثير من لغات العالم ضمائر محايدة. ولكن يوجد في بعض اللغات، خاصةً تلك التي تعتمد على الجنس النحوي (أو كان لديها هذا النظام في وقت ما في تاريخها مثل اللغة الإنجليزية)، تحديد للجنس في بعض الضمائر، خاصة في الضمائر الشخصية للغائب.
تظهر مشكلات استخدام الضمائر في لغات مثل اللغة الإنجليزية في السياقات التي يُشار فيها إلى شخص جنسه غير مُحدد أو غير معروف بالضمائر المُتاحة («هو» "he" أو «هي» "she") وهي مُحددة للجنس. في هذه الحالات، عادةً ما يُستخدم ضمير مُحدد للجنس، عادة الضمير المذكر، بغرض المحايدة؛ وكان هذا الاستخدام للضمير "he" أو («هو») شائعًا في اللغة الإنجليزية حتى النصف الأخير من القرن العشرين ولكنه الآن محل جدل. أما البديل الآخر الشائع فهو استخدام الضمير "they" المفرد، ولكنه غير مقبول لدى البعض. كانت هناك بعض المحاولات التي قام بها مؤيدو اللغة المحايدة لتقديم ضمائر محايدة من ابتكار المجتمع.

## الأنماط النحوية
لا يوجد في بعض اللغات في العالم (ومنها اللغات الأسترونيزية، والعديد من لغات شرق آسيا، ولغات الكتشوا، واللغات الأورالية) تحديدًا للجنس في الضمائر الشخصية، كما لا يوجد في معظمهم أي نظام للجنس النحوي. وفي لغات أخرى، مثل العديد من اللغات النيجرية الكنغوية، يوجد نظام للجنس النحوي (أو مجموعات الأسماء)، ولكن لا تُبنى أقسامه على الجنس البيولوجي.
وفي لغات أخرى، بما فيها معظم اللغات الهندية الأوروبية والأفريقية الآسيوية، تميز فيها ضمائر الغائب فعليًا بين الذكر والأنثى. عادةً ما يترافق هذا العنصر اللغوي مع نظام كامل للجنس النحوي حيث تُصنف كل الأسماء في مجموعات مثل «المذكر»، و«المؤنث»، و«المحايد». على الرغم من ذلك، في بعض اللغات، مثل اللغة الإنجليزية، لم يعد هذا النظام العالم لمجموعات الأسماء حسب الجنس موجودًا، ولكن يظل تحديد الجنس ظاهرًا في ضمائر الغائب (وفي حالة اللغة الإنجليزية يظهر التحديد في ضمائر المفرد فقط).
في اللغات التي يوجد بها نظام الجنس النحوي، حتى الضمائر التي تكون محادية بالمعنى لا بد أن تحدد الجنس لأغراض مثل التوافق النحوي مع عناصر لغوية أخرى. ومن ذلك في اللغة الفرنسية، على سبيل المثال، يُمكن أن تكون الضمائر الشخصية للمخاطب أو الغائب مُذكرة أو مؤنثة وفقًا لجنس المُشار إليه، أما الضمائر غير المُحدِدة مثل "quelqu'un" («شخص») و"personne" («لا أحد») تُعتبر مذكرة في العادة.
ومنذ وقت طويل يمتد إلى عام 1795 وهناك عدم رضا عن هذا التقليد، حتى أنه أدى إلى الدعوة إلى صُنع ضمائر محايدة حتى أن هناك محاولات لابتكارها ترجع إلى عام 1850 على الأقل، وذلك على الرغم من أنه سبق استخدام الضمير "they" المفرد («هو/هي») كضمير محايد في اللغة الإنجليزية قبل هذا بوقت طويل.

## وصلات خارجية
- Gender-Neutral Pronouns, a style guide
- Gender-free Legal Writing نسخة محفوظة 23 يونيو 2008 على موقع واي باك مشين.
- The Epicene Pronouns: A Chronology of the Word That Failed (link updated 5-31-06)
- Bennett, Jessica (January 31, 2016). "She? Ze? They? What's In a Gender Pronoun". New York Times.
- Footnotes: pronouns
- On the Creation of "She " in Japanese
- Regender can translate webpages to use gender-neutral pronouns.
- Is there a gender-neutral substitute for "his or her"?
- Grammar Girl, Quick and Dirty tips for Better Writing / Yo as Pronoun. نسخة محفوظة 25 أبريل 2013 على موقع واي باك مشين.
- FGA: "xe", "xem", and "xyr" are sex-neutral pronouns and adjectives
- The dictionary definition of Appendix:English third-person singular pronouns at Wiktionary